# 庙城站
庙城站是一个京承铁路上的铁路车站，位于北京市怀柔区庙城乡，建于1955年，目前为四等站，邮政编码为101401。目前客运：办理旅客乘降；行李、包裹托运；货运：办理整车、零担货物发到；。